# Ameixoeira (stație de metrou din Lisabona)
Ameixoeira este o stație a liniei galbene a metroului din Lisabona, situată sub strada Azinhaga da Cidade, la intersecția acesteia cu Rua Vitorino Nemésio, în freguesia Lumiar, la nord-est de centrul Lisabonei. Stația oferă un acces facil la Fortul Ameixoeira. Denumirea ei provine de la parcul Jardim da Ameixoeira din apropiere.

## Istoric
„Ameixoeira” a fost inaugurată pe 27 martie 2004, în același timp cu Odivelas, Senhor Roubado, Quinta das Conchas și Lumiar, odată cu extinderea liniei galbene a metroului către Odivelas.
Proiectul stației aparține arhitecților Robert Mac Fadden, iar decorațiunile aparțin sculptoriței Irene Buarque.
Precum toate stațiile mai noi ale metroului din Lisabona, „Ameixoeira” este echipată pentru a deservi și persoanele cu dizabilități locomotoare, dispunând de lifturi și scări rulante pentru ușurarea accesului la peroane.
În luna mai 2019, în scopul reducerii consumului de energie electrică din rețea, Metroul din Lisabona a anunțat că a demarat un proiect de înlocuire a iluminatului existent în mai multe stații, inclusiv în „Ameixoeira”, cu corpuri de iluminat funcționând pe baza tehnologiei LED, având o durată de viață mai mare și permițând o scădere a costurilor cu energia de până la 60%.

## Legături

### Autobuze orășenești

#### Carris
- Alto Chapeleiro ⇄ Lumiar
- 703 Charneca ⇄ Bairro de Santa Cruz[5]